# 斯泰爾ACR突擊步槍
施泰尔ACR（Steyr ACR）是为美军90年代初ACR计划而设计的一款使用箭形弹的突击步枪。即使施泰尔的设计和提交的其他武器一样已经被证明是优秀的设计，但整个ACR计划因为提交的四款设计没有一款可以达到性能超越M16A2 100%的标准而被作罢。

## 设计
施泰尔ACR在设计上与斯泰爾AUG略有相似之处。但它的枪管基本都是被包覆住的（AUG的枪管裸露在外）；它和AUG采用了相同的无托设计（Bullpup），弹匣位于靠近枪托的地方；另外光学瞄具也作为标配备包含在内。

## 弹药
施泰尔ACR的最大亮点便在于其采用的独特的箭形弹药。箭形弹是由碳素钢制成的直径1.5mm（名义上口径仍为5.56mm）、长41mm的箭头，塑料弹壳没有底缘或者拉壳沟槽，环形底火紧贴在弹壳内壁上。箭形弹的重量很轻（只有0.66g），这意味着战场上士兵在相同负重之下的带弹量可以增加一倍；其速度与存能也相当优秀——枪口初速为1450m/s，在600m的距离上也有910m/s的速度——这不仅意味着更好的穿甲能力，更意味着士兵在射击移动目标时不必找提前量，而可以直接瞄准射击，大大提升了射击移动目标的准确性。另外箭形弹还拥有弹道平直与后坐力小的优点。

## 外部連結
- （英文）—Modern Firearms—Steyr ACR - Advanced Combar Rifle （页面存档备份，存于）
- （英文）—Remtek.com—Steyr Advanced Combat Rifle （页面存档备份，存于）
- （中文）—槍炮世界—Steyr ACR （页面存档备份，存于）